# Ectropothecium aciculare
Ectropothecium aciculare là một loài Rêu trong họ Hypnaceae. Loài này được Broth. & Herzog mô tả khoa học đầu tiên năm 1926.